# Xã Madison, Quận Clarke, Iowa
Xã Madison (tiếng Anh: Madison Township) là một xã thuộc quận Clarke, tiểu bang Iowa, Hoa Kỳ. Năm 2010, dân số của xã này là 151 người.